# Песма (ТВ филм из 1961)
„Песма” је југословенски ТВ филм из 1961. године. Режирао га је Јанез Шенк а сценарио је написао Оскар Давичо.

## Улоге
| Глумац           | Улога            |
| ---------------- | ---------------- |
| Милена Дапчевић  |                  |
| Стојан Дечермић  |                  |
| Дејан Дубајић    |                  |
| Урош Гловачки    |                  |
| Љубиша Јовановић |                  |
| Предраг Лаковић  |                  |
| Стево Жигон      |                  |
| Душан Стефановић | Жика, отац Мићин |